# Dienstgeheim
Onder dienstgeheim wordt verstaan de status van gegevens en inlichtingen, die niet aan de pers of aan onbevoegden mogen worden verstrekt.
Het begrip werd in Nederland te pas en te onpas gebruikt voor alle informatie die dienstplichtigen onder ogen kregen. Bekend is het voorbeeld van de instructiefilm "Tanden poetsen", die ook als zijnde dienstgeheim aan hen bij de eerste oefening werd vertoond.